# Нефрон
Нефро́н (з грец. nephros — нирка) — структурнофункціональна одиниця нирки. У кожній нирці нараховується близько двох мільйонів нефронів. Нефрон — це епітеліальна структура, яка являє собою систему звивистих і прямих канальців, що сліпо починаються капсулою від судинного клубочка кожного ниркового тільця, та впадає у збірну трубочку.

## Будова нефрона
| А — Ниркове тільце В — Проксимальний каналець С — Дистальний звивистий каналець D — Юкстагломерулярний апарат 1. Базальна мембрана 2. Капсула Шумлянського-Боумена — парієтальна пластинка 3. Капсула Шумлянського-Боумена — вісцеральна пластинка 3a. Події (ніжки) подоцита 3b. Подоцит 4. Прострір Шумлянського-Боумена | 5a. Мезангій — інтрагломерулярні клітини 5b. Мезангій — Екстрагломерулярні клітини 6. Гранулярні (юкстагломерулярні) клітини 7. Щільна пляма 8. Міоцит (гладенька мускулатура) 9. Приносна артеріола 10. Клубочкові капіляри 11. Виносна артеріола |

Процес очищення крові у нефроні
А — Ниркове тільце
В — Проксимальний каналець
С — Дистальний звивистий каналець
D — Юкстагломерулярний апарат
1. Базальна мембрана
2. Капсула Шумлянського-Боумена — парієтальна пластинка
3. Капсула Шумлянського-Боумена — вісцеральна пластинка
3a. Події (ніжки) подоцита
3b. Подоцит
4. Прострір Шумлянського-Боумена
5a. Мезангій — інтрагломерулярні клітини
5b. Мезангій — Екстрагломерулярні клітини
6. Гранулярні (юкстагломерулярні) клітини
7. Щільна пляма
8. Міоцит (гладенька мускулатура)
9. Приносна артеріола
10. Клубочкові капіляри
11. Виносна артеріола

До складу нефрона входять відділи, які відрізняються морфофункціональними характеристиками:
- ниркове тільце — це структура, яка необхідна для з'єднання канальців нефрона із системою кровообігу, і містить у собі компактний клубочок переплетених капілярних петель — гломерулу та порожнисту капсулу — капсулу клубочка, в яку занурюється клубочок капілярів. У нирковому тільці виділяють два полюси: судинний, через який входять і виходять кровоносні судини, та канальцевий, в ділянці якого ниркове тільце з'єднується з канальцями нефрона.
  - судинний клубочок (гломерула) — є клубочковою капілярною сіткою, яка розташована в капсулі ниркового тільця. Вона складається із 50-100 капілярних петель, що утворились в результаті розгалуження приносної артеріоли. Зливаючись між собою, капіляри гломерули утворюють виносну артеріолу, яка покидає ниркове тільце. Внутрішня поверхня капілярів судинного клубочка вистелена фенестрованими ендотеліоцитами, цитоплазма яких тонким шаром покриває гломерулярну базальну мембрану. Цитоплазма ендотеліоцита помітно виступає у просвіт судини в тому місці, де розташоване ядро клітини. У цитоплазмі є численні фенестри діаметром до 0,1 мкм, які займають 30 % всієї поверхні ендотеліоцита. Такої кількості фенестр немає в ендотелії кровоносних судин жодного органа! Завдяки такій будові капілярів значно полегшується процес фільтрації плазми крові — перший етап сечоутворення, який відбувається в судинному клубочку.
  - капсула клубочка (капсула Шумлянського-Боумена) має вигляд келиха, який складається із подвійного шару епітеліальних клітин, що утворюють парієтальний і вісцеральний листки капсули судинного клубочка. всередині капсули знаходиться порожнина — сечовий простір (боумеровий простір), в якому фільтрується сеча.
    - зовнішній листок капсули клубочка утворений одним шаром клітин плоскої форми, що лежать на базальній мембрані. У ділянці судинного полюса ниркового тільця епітелій зовнішнього листка переходить у вісцеральний листок капсули Шумлянського-Боумена, а в ділянці канальцевого полюса — в епітелій проксимального відділу нефрона.
    - внутрішній листок капсули нефрона утворений великими епітеліальними клітинами неправильної форми — подоцитами, які оточують ззовні капіляри судинного клубочка. Від базальної поверхні цих клітин відходять декілька широких відростків — цитотрабекул, від яких, у свою чергу, відходять численні дрібні відростки — цитоподії. Цитоподії своїми дещо розширеними основами контактують з гломерулярною базальною мембраною, з внутрішньої сторони на якій лежать ендотеліоцити капілярів клубочка. Між цитоподіями є вузькі щілини, які через простір між тілами подоцитів сполучаються з порожниною капсули клубочка.

  - гломерулярна базальна мембрана — розташовується між капілярами клубочкової сітки та подоцитами вісцерального листка капсули Шумлянського-Боумена. Вона є товстою і складається з трьох шарів: світлих зовнішнього і внутрішнього та темного середнього шару. Структурна основа базальної мембрани представлена мікрофібрилами, що формують сітку з комірками діаметром 7 нм та занурені в протеоглікановий матрикс. Гломерулярна базальна мембрана разом із ендотелієм капілярів клубочка та подоцитами формують фільтраційний бар'єр, через який фільтрується кров і утворюється первинна сеча, що збирається в порожнині Шумлянського-Боумена. Нирковий фільтр має вибіркову проникливість: він затримує все, що має розмір більший від діаметра комірок середнього шару базальної мембрани. У нормі через нього не проходять формені елементи крові та білки плазми крові з великою молекулярною масою.
- проксимальний відділ нефрона має діаметр до 60 мкм і складається з:
  - довгого проксимального звивистого канальця, який починається від канальцевого полюса ниркового тільця
  - короткого проксимального прямого канальця, який далі переходить в тонкий каналець петлі нефрона

Стінка проксимального звивистого канальця нефрона утворена одним шаром високих кубічних клітин, що лежать на базальній мембрані. Апікальний полюс цих клітин містить щіточкову облямівку, що утворена мікроворсинками, а бащальний полюс — базальну посмугованість, що утворена паралельним впорядкованим розташуванням паличкоподібних мітохондрій перпендикулярно до базальної мемрани між глибокими інвагінаціями цитолеми базальної частини клітини. Цитоплазма епітеліоцитів цього відділу нефрона оксифільна, непрозора, що обумовлено наявністю різноманітних включень, містить піноцитозні пухирці та велику кількість лізосом. У проксимальному відділі нефрона починається процес сечоутворення — реабсорбція, що полягає у зворотному всмоктуванні в кров компонентів первинної сечі, яка утворилася шляхом фільтрації у нирковому тільці. У цій частині звивистого канальця, яка є безпосереднім продовженням капсули ниркового тільця, повної реабсорбції зазнає глюкоза, а також реабсорбується 85 % води та натрію хлориду. Активному всмоктуванню підлягають амінокислоти та вітаміни.
- тонкий каналець петлі нефрона (петлі Генле) — являє собою підковоподібну трубочку, яка є продовженням проксимального прямого канальця. У кіркових нефронах тонкий каналець має лише низхідну частину, а в юкстамедулярних є також довга висхідна частина, яка переходить у прямий дистальний каналець. Діаметр тонкого канальця становить 13 мкм. Його стінка утворена одним шаром плоских епітеліальних клітин зі світлою цитоплазмою, невеликою кількістю коротких мікроворсинок і малою кількістю клітинних органел. Ядерні частини клітин виступають у просвіт канальця. При надходженні первинної сечі по тонкому канальцю, в його нисхідній частині відбувається пасивна реабсорбція води, а у висхідній — дифузія NaCl.
- дистальний відділ нефрона має до 50 мкм і є продовженням тонкого канальця петлі нефрона. Цей відділ складається з дистального прямого канальця та дистального звивистого канальця, який далі переходить у збірні ниркові трубочки. Канальці дистального відділу нефрона коротші та тонші канальців проксимального відділу. Вони вистелені одношаровим кубічним епітелієм, що лежить на базальній мембрані. У клітинах дистального відділу на апікальній поверхні відсутня щіточкова облямівка, тому на поперечному перерізі контур просвіту рівніший. У базальній частині епітеліоцитів між дуже глибокими складками плазмолеми розміщуються великі мітохондрії видовженої форми. Цитоплазма клітин цього відділу світла, піноцитозних пухирців та лізосом мало. Дистальний відділ бере участь в вибірковій реабсорбції речовин, активно здійснює транспорт електролітів з сечі в інтерстиційний простір. реабсорбція відбувається вибірково та регулюється впливом гормонів. Активне переміщення іонів хлору із просвіту канальців у перитубулярний простір відбувається під впливом альдостерону.

## Типи нефронів
Залежно від локалізації, особливостей будови та функції розрізняють такі типи нефронів:
- кіркові — становлять 1 % від загальної кількості нефронів, їх структурні компоненти повністю розташовані в межах кіркової речовини нирки
- кіркові проміжні — становлять 80 % нефронів. Ниркові тільця цих нефронів локалізуються у зовнішній частині кіркової речовини. Їх петлі Генле короткі, оскільки тонкий каналець має лише низхідну частину, яка закінчується у зовнішньому шарі мозкової речовини. Кіркові проміжні нефрони активно беруть участь у процесах сечоутворення
- навколомозкові — складають близько 20 % нефронів. Їх ниркові тільця розташовуються поблизу основи мозкових пірамід. У них довгі петлі Ганле, переважно за рахунок тонкого канальця з довгою висхідною частиною, яка глибоко проникає у мозкову речовину до вершини пірамід. Вони забезпечують гіпертонічне середовище в інтерстиції, яка сприяє концентрації сечі

## Гістофізіологія нефрона
Система ниркових канальців і судинні клубочки спеціалізуються на процесі сечоутворення, який відбувається завдяки процесу клубочкової фільтрації, канальцевої реабсорбції та секреції. Фільтрація є першим етапом сечоутворення, в результаті чого утворюється первинна сеча. Цей процес активно відбувається у кіркових нефронах і пасивно в навколомозкових нефронах. Фільтрація плазми крові відбувається в нирковому тільці, а саме в судинному клубочку, завдяки високому кров'яному тиску в капілярах, який визначає можливість проходження значної кількості рідкого вмісту капілярів через фільтраційні щілини ниркового фільтрату в просвіт капсули Шумлянського-Боумена ниркового тільця. Виникнення високого гемодинамічного тиску в капілярах клубочка зумовлено різницею діаметрів приносної та виносної артеріол кіркових нефронів. У навколомозкових нефронах діаметри приносної і виносної артеріол майже однакові, відсутній високий гемодинамічний тиск, у результаті цього в нефронах процес фільтрації відбувається пасивно. У результаті процесу фільтрації утворюється 190 літрів сечі на добу.